# Sebastes hubbsi
Sebastes hubbsi is een straalvinnige vissensoort uit de familie van schorpioenvissen (Sebastidae). De wetenschappelijke naam van de soort is voor het eerst geldig gepubliceerd in 1937 door Matsubara.